# براندان أوبراين (كاهن كاثوليكي)
براندان أوبراين هو كاهن كاثوليكي كندي، ولد في 28 سبتمبر 1943 في أوتاوا في كندا.